# París-Tours 2021
La París-Tours 2021 fou la 115a edició de la París-Tours. La cursa es disputà el diumenge 10 d'octubre de 2021 amb inici a Chartres i final a Tours, després de 212,3 quilòmetres de recorregut. S'emmarcava dins el calendari de l'UCI ProSeries 2021 amb una categoria 1.Pro.
El vencedor final fou el francès Arnaud Démare (Groupama-FDJ), que s'imposà a l'esprint a Franck Bonnamour (B&B Hotels p/b KTM) i Jasper Stuyven (Trek-Segafredo), segon i tercer respectivament.

## Equips
| WorldTeams (10)- Team DSM - AG2R Citroën Team - Trek-Segafredo - Groupama-FDJ - Lotto Soudal - Cofidis - Jumbo-Visma - Bora-Hansgrohe - Israel Start-Up Nation - Intermarché-Wanty-Gobert Matériaux ProTeams (10)- Alpecin-Fenix - TotalEnergies - B&B Hotels p/b KTM - Arkéa-Samsic - Uno-X Pro Cycling Team - Delko - Bingoal Pauwels Sauces WB - Sport Vlaanderen-Baloise - Euskaltel-Euskadi - Equipo Kern Pharma Equips continentals (2)- Saint Michel-Auber 93 - Xelliss-Roubaix Lille Métropole |
| |

## Classificació final
| \| Classificació general \| Classificació general \| Classificació general \| Classificació general \| Classificació general \| \| Corredor \| Corredor \| Equip \| Temps \| \| \| --------------------- \| --------------------- \| ---------------------------------- \| --------------------- \| --------------------- \| \| 1r \| Arnaud Démare \| Groupama-FDJ \| 4h 33' 07" \| \| \| 2n \| Franck Bonnamour \| B&B Hotels p/b KTM \| + 0" \| \| \| 3r \| Jasper Stuyven \| Trek-Segafredo \| + 0" \| \| \| 4t \| Stan Dewulf \| AG2R Citroën Team \| + 3" \| \| \| 5è \| Danny van Poppel \| Intermarché-Wanty-Gobert Matériaux \| + 40" \| \| \| 6è \| Bryan Coquard \| B&B Hotels p/b KTM \| + 40" \| \| \| 7è \| Arne Marit \| Sport Vlaanderen-Baloise \| + 40" \| \| \| 8è \| Andrea Pasqualon \| Intermarché-Wanty-Gobert Matériaux \| + 40" \| \| \| 9è \| Julien Trarieux \| Delko \| + 40" \| \| \| 10è \| Amaury Capiot \| Arkéa-Samsic \| + 40" \| \| |                  |                                    |            |
| |                  |                                    |            |
| Font: ProCyclingStats |                  |                                    |            |
| Classificació general |                  |                                    |            |
| Corredor | Corredor         | Equip                              | Temps      |
| 1r | Arnaud Démare    | Groupama-FDJ                       | 4h 33' 07" |
| 2n | Franck Bonnamour | B&B Hotels p/b KTM                 | + 0"       |
| 3r | Jasper Stuyven   | Trek-Segafredo                     | + 0"       |
| 4t | Stan Dewulf      | AG2R Citroën Team                  | + 3"       |
| 5è | Danny van Poppel | Intermarché-Wanty-Gobert Matériaux | + 40"      |
| 6è | Bryan Coquard    | B&B Hotels p/b KTM                 | + 40"      |
| 7è | Arne Marit       | Sport Vlaanderen-Baloise           | + 40"      |
| 8è | Andrea Pasqualon | Intermarché-Wanty-Gobert Matériaux | + 40"      |
| 9è | Julien Trarieux  | Delko                              | + 40"      |
| 10è | Amaury Capiot    | Arkéa-Samsic                       | + 40"      |